# Sataplia

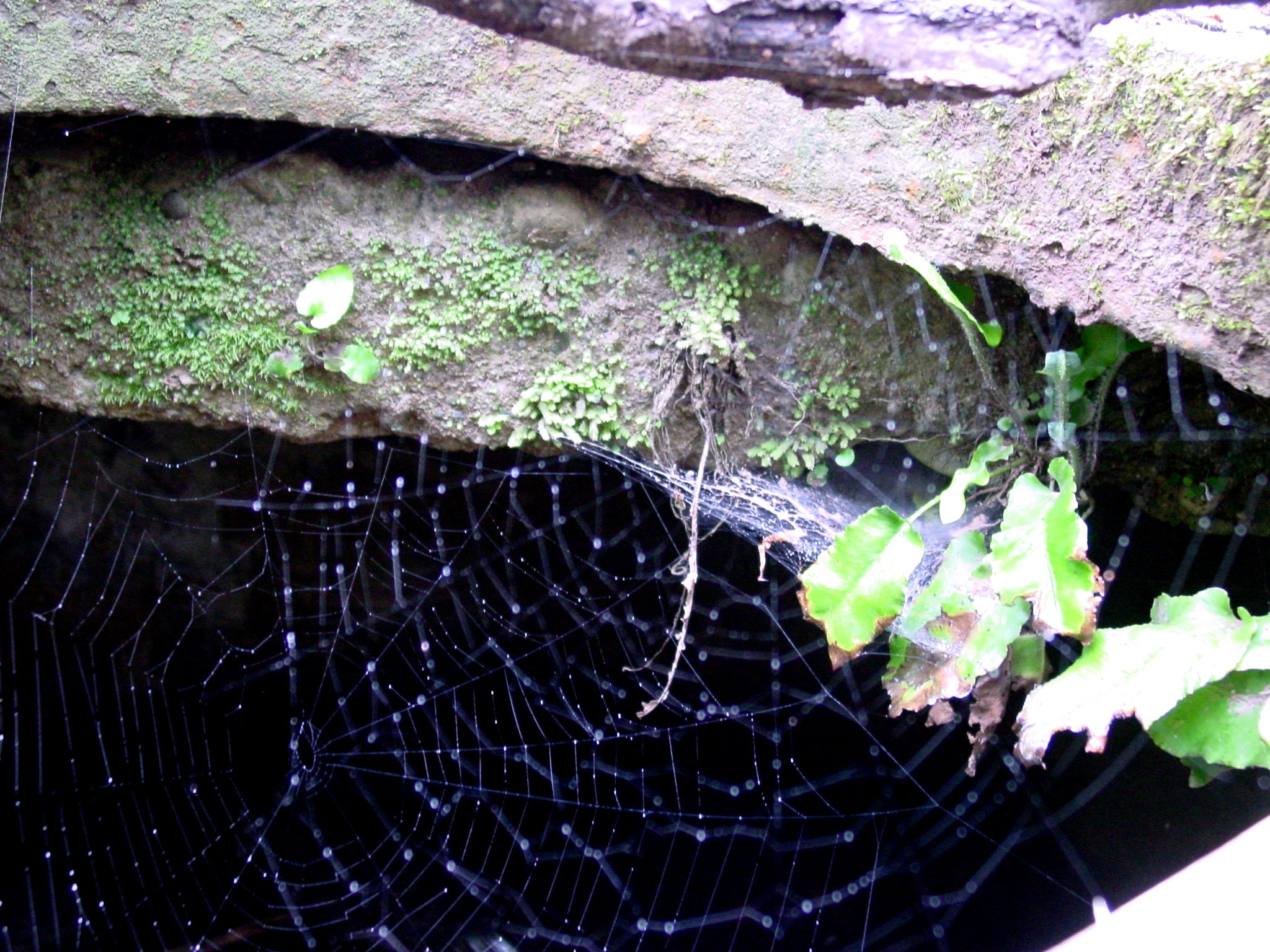
Sataplia

Sataplia – rezerwat w Gruzji, w pobliżu miasta Kutaisi.
Został założony w 1935 roku. Ma powierzchnię 354 ha. W rezerwacie fragment lasu liściastego, jaskinie krasowe, krater wygasłego wulkanu, skamieniałe odciski śladów dinozaurów.